# Om igjen for første gang
Om igjen for første gang är ett musikalbum med Anne Grete Preus, utgivet 2007 som CD av skivbolaget Warner Music Norway. Albumet återutgavs 2013 som en dubbel-LP.

## Låtlista
1. "Amors lille spøk" – 4:38
2. "God nok som du er" – 4:26
3. "Det du aller helst ville" – 6:06
4. "Rødhette 2007" – 5:50
5. "Nattsang" – 5:06
6. "To venner" – 4:37
7. "Mitt hjerte" (Anne Grete Preus/Jens Bjørneboe) – 6:07
8. "Sånn som oss" – 5:39
9. "Hotell gjennomtrekk" – 4:17
10. "Vinter" (Anne Grete Preus/Jens Bjørneboe) – 4:10
11. "Om igjen for første gang" – 7:59

- Alla låtar skrivna av Anne Grete Preus där annat inte anges.

## Medverkande
Musiker
- Anne Grete Preus – sång, gitarr
- Anders Engen – gitarr, piano, körsång, percussion, vissling
- Eivind Aarset – gitarr, banjo, dobro
- Jon Balke – piano, synthesizer, keyboard
- Kjetil Bjerkestrand – piano
- Audun Erlien – basgitarr, synthesizer, programmering
- Erland Dahlen – trummor, percussion
- Nils Petter Molvær – trumpet
- Bendik Hofseth – saxofon
- Berit Cardas – violin
- Elise Båtnes – violin
- Emery Cardas – cello
- Henninge Landaas – viola
- Åge Aleksandersen – sång (på "Nattsang")
- Jarle Bernhoft – körsång
- Simone Larsen – körsång

Produktion
- Anders Engen – musikproducent
- Ulf Holand – ljudtekniker, ljudmix
- Björn Engelmann – mastering
- Agnete Brun – foto